# Audiologiste
 (février 2024).
La mise en forme du texte ne suit pas les recommandations de Wikipédia : il faut le « wikifier ».
Les points d'amélioration suivants sont les cas les plus fréquents. Le détail des points à revoir est peut-être précisé sur la page de discussion.
- Les titres sont pré-formatés par le logiciel. Ils ne sont ni en capitales, ni en gras.
- Le texte ne doit pas être écrit en capitales (les noms de famille non plus), ni en gras, ni en italique, ni en « petit »…
- Le gras n'est utilisé que pour surligner le titre de l'article dans l'introduction, une seule fois.
- L'italique est rarement utilisé : mots en langue étrangère, titres d'œuvres, noms de bateaux, etc.
- Les citations ne sont pas en italique mais en corps de texte normal. Elles sont entourées par des guillemets français : « et ».
- Les listes à puces sont à éviter, des paragraphes rédigés étant largement préférés. Les tableaux sont à réserver à la présentation de données structurées (résultats, etc.).
- Les appels de note de bas de page (petits chiffres en exposant, introduits par l'outil «  Source ») sont à placer entre la fin de phrase et le point final[comme ça].
- Les liens internes (vers d'autres articles de Wikipédia) sont à choisir avec parcimonie. Créez des liens vers des articles approfondissant le sujet. Les termes génériques sans rapport avec le sujet sont à éviter, ainsi que les répétitions de liens vers un même terme.
- Les liens externes sont à placer uniquement dans une section « Liens externes », à la fin de l'article. Ces liens sont à choisir avec parcimonie suivant les règles définies. Si un lien sert de source à l'article, son insertion dans le texte est à faire par les notes de bas de page.
- La présentation des références doit suivre les conventions bibliographiques. Il est recommandé d'utiliser les modèles {{Ouvrage}}, {{Chapitre}}, {{Article}}, {{Lien web}} et/ou {{Bibliographie}}. Le mode d'édition visuel peut mettre en forme automatiquement les références.
- Insérer une infobox (cadre d'informations à droite) n'est pas obligatoire pour parachever la mise en page.

Pour une aide détaillée, merci de consulter Aide:Wikification.
Si vous pensez que ces points ont été résolus, vous pouvez retirer ce bandeau et améliorer la mise en forme d'un autre article.
 (février 2024).
Si vous disposez d'ouvrages ou d'articles de référence ou si vous connaissez des sites web de qualité traitant du thème abordé ici, merci de compléter l'article en donnant les références utiles à sa vérifiabilité et en les liant à la section « Notes et références ».
En pratique : Quelles sources sont attendues ? Comment ajouter mes sources ?
Un audiologiste, appelé aussi parfois audiologue en Belgique et en Suisse, est un spécialiste paramédical des troubles de communication humaine liés aux problèmes auditifs. Selon les pays, ce métier est reconnu ou non.

## Profession reconnue

### Amérique du Nord
Au Canada, l'audiologiste est un professionnel paramédical qui évalue, traite et rééduque les troubles de communication liés à l'audition, se différenciant ainsi de l'orthophoniste, qui se charge des troubles de communication liés à la voix et à l'expression. C’est aussi le professionnel de la santé qui traite, évalue et rééduque les troubles vestibulaires. L'audiologiste intervient aussi pour les problèmes suivants: 
- les acouphènes ;
- la perte auditive (nouveau-nés, enfants, adultes, personnes âgées) ;
- la surdi-cécité (déficience visuelle et auditive) ;
- le trouble du traitement auditif ;
- la localisation sonore ;
- la surdité professionnelle, notamment lié à l'exposition au bruit ou aux produits chimiques (ototoxicité) ;
- l'évaluation des vertiges ;
- la gestion du cérumen.

Il travaille en lien d'une part avec le médecin ORL, et le cas échéant d'autre part avec l'audioprothésiste. Le plus souvent employé d'un hôpital, d'un centre de réadaptation ou en clinique privée, il travaille au sein d'une équipe pluridisciplinaire, composée de l'orthophoniste et des autres intervenants. Le rôle des médecins de famille est important pour la prévention, l'hygiène et le diagnostic précoce. Non seulement il évalue, rééduque et assure l'apprentissage de méthodes de substitution (lecture labiale, stratégies de communication, etc.), conseille sur le choix d'une aide auditive (prothèse auditive ou aides de suppléance à l'audition), mais intervient également dans le milieu de vie de son patient pour informer son entourage des adaptations nécessaires afin d'avoir une meilleure qualité de vie,,.

### Europe
En Belgique francophone, le diplôme d'audiologiste est reconnu et un projet d'arrêté royal définissant la profession et ses conditions d'accès est en cours de légalisation.

### Suisse
En Suisse, l'audiologie est souvent appelée acoustique médicale.

### Canada
Au Canada, le métier d'audiologiste est réglementé. Les professionnels doivent faire partie de l'Ordre associé à leur province de pratique. Au Québec, il s'agit de l'ordre des orthophonistes et audiologistes du Québec (OOAQ). Pour pouvoir être membre de l'OOAQ, il faut posséder un diplôme de deuxième cycle universitaire en audiologie (maîtrise professionnelle en audiologie).
En 2008, il y avait 307 audiologistes au Québec et en date du 31 mars 2023, il y en avait 499. Des données obtenues entre 2009 et 2013 démontrent aussi qu'il y avait 1460 audiologistes au Canada dans cette période.

## Profession non reconnue

### France
En France, le métier d'audiologiste n'existe pas. Ce métier est à la croisée des chemins du médecin ORL, de l'audioprothésiste et de l'orthophoniste.
Depuis 2005, un master "Audiologie et Troubles du Langage" existe à l'Université Montpellier 1 qui est les prémices à la création d'un véritable filière "Audiologie" sur la base du système européen LMD.

## Milieux de travail de l'audiologiste

### Recherche et enseignement
L'audiologie en recherche et enseignement se concentre sur le développement de nouveaux outils diagnostiques et la caractérisation des pathologies auditives pour améliorer la prise en charge des patients. Le Centre de recherche et d’innovation en audiologie humaine (Ceriah) illustre cet engagement en établissant une connexion entre la recherche fondamentale et la clinique, travaillant sur de nouveaux examens d’exploration fonctionnelle et des méthodes innovantes pour un diagnostic plus complet et précis des troubles de l'audition.
Milieux publics
Centres hospitaliers
Au Canada, la majorité des audiologistes travaillant dans le domaine public se trouvent dans les centres hospitaliers.
Certains audiologistes sont en contact avec l'entièreté de leurs Centres Intégrés Universitaires de Santé et Services Sociaux (CIUSSS) ou leurs Centres Intégrés de Santé et Services Sociaux (CISSS) (peuvent se déplacer dans les Centre d'Hébergement de Soins Longue Durée (CHSLD) par exemple).

### Pratique privée
Les cliniques privées offrent des services desservant des clients de tout âge allant des bébés aux adultes et personnes âgées. Les délais d’attente en clinique privée sont généralement plus courts qu’en centre hospitalier et offrent des services en audiologie sans avoir besoin de références d’un médecin. Les clients doivent débourser un montant afin d’avoir accès à des services en clinique privée. Ce montant peut être couvert par les assurances du client.

## Interventions

### Diagnostic

#### Pédiatrie
L’audiologiste peut faire des dépistages auditifs pour des nouveau-nés à l'aide d'émissions oto-acoustiques ou potentiels évoqués auditifs du tronc cérébral. Si l'enfant réussit ce dépistage, on peut seulement éliminer la possibilité d'une perte importante, soit profonde. Par contre, ce test n'élimine pas la possibilité d'une perte auditive légère par exemple, qui pourrait tout de même avoir un impact sur le développement du langage de l'enfant. Il est donc important de faire une évaluation audiologique avec l'enfant vers l'âge de 2 ans ou avant, au besoin. Il y a plusieurs méthodes afin d'évaluer objectivement un enfant. Premièrement, il y a l'audiométrie par renforcement visuel (VRA) ou l'audiométrie par le jeu. Ceci permet d'évaluer l'audition de l'enfant. Ensuite, l'audiologiste peut utiliser la tympanométrie pour mesurer la rigidité du tympan, et mesurer notamment s'il y a de présence de congestion et possiblement de liquide derrière le tympan. Ceci peut être utilisée pour voir si l'enfant aurait des otites moyennes. 
Les audiologistes peuvent aussi mener des études dépistage de surdité dans un contexte de santé publique sur des populations de jeunes enfants.

#### Adulte
Évaluation audiologique: Consiste en une évaluation complète de l'audition. Cette évaluation est faite à l'aide de plusieurs équipements, tels que l'audiomètre, impédancemètre et otoscope. Parfois, des mesures complémentaires peuvent être utiles à l'évaluation, tels que la mesure des réflexes stapédiens acoustiques et la mesure des émissions oto-acoustiques. Si une perte auditive est présente, on peut la catégoriser dans une des catégories suivantes :
| Audition normale | 25 dB ou moins |
| Perte légère     | 26 dB à 40 dB  |
| Perte modérée    | 41dB à 70 dB   |
| Perte sévère     | 71 dB à 90 dB  |
| Perte profonde   | Plus de 90 dB  |

#### Trouble de traitement auditif
Le traitement auditif est la capacité de traiter un signal acoustique. Il est constitué de mécanismes qui analysent, organisent et interprètent les informations provenant des oreilles. On y retrouve entre autres la séparation figure-fond, (séparer l'information du bruit environnant), la séparation ou intégration binaural (distinguer l'information provenant de chaque oreille pour la séparer ou l'additionner) et la résolution temporelle. Lorsque la performance du traitement auditif est altérée, on parle alors de trouble de traitement auditif. Cependant, c'est difficulté ne doivent pas être explicable uniquement par une perte auditive. Ce trouble touche entre 2 et 5% des enfants et près de 1% des adultes. L'audiologiste a comme rôle d'évaluer les difficultés de la personne et de faire un plan d'intervention pour réduire les impacts de ces difficultés dans différentes sphères de la vie (développement, apprentissages, intégration scolaire, scolaire, professionnelle, etc.).

### Réadaptation
Acouphènes: Les acouphènes sont des bruits subjectifs non-issus de l'environnement. Ceux-ci peuvent être le résultat d'une perte auditive ou d'un trauma physique ou émotionnel, ou sont simplement idiopathiques. Les patients souffrant d'acouphènes peuvent voir une réduction de leur qualité de vie. Les audiologistes peuvent aider ces patients en effectuant une évaluation de besoins, du counseling en vue d'améliorer le sommeil et/ou la concentration ainsi que la recommandation du port d'un générateur de bruit blanc intégré dans un appareil auditif .

#### Gestion de cérumen
Le cérumen est sécrété dans le conduit auditif afin de lubrifier et protéger ce dernier. De manière générale, le cérumen s’écoule naturellement hors de l’oreille. Cependant, dans certains cas, le cérumen peut s’accumuler et générer des bouchons qui peuvent nuire à l’audition. Le bouchon de cérumen peut causer une perte auditive temporaire, de la douleur, de l’inconfort, des démangeaisons ou des acouphènes. L’exérèse de cérumen dans la partie cartilagineuse du conduit auditif externe peut être effectué par un audiologiste, un infirmier, un ORL ou encore un audioprothésiste.
Les différentes méthodes pour le nettoyage
- Méthode par curetage ou par succion : un nettoyage manuel consistant à utilisant un instrument médical (curette) pour retirer la cire dans le canal auditif – peut être combiné à un otoscope comme source lumineuse. Le nettoyage peut être effectué à l’aide d’un aspirateur pour retirer la cire de manière efficace. Cependant, il ne serait pas favorable pour les personnes sensibles au bruit crée par l’aspiration.
- Irrigation : un volume d’eau est utilisé pour chasser le bouchon de cérumen grâce à la pression générée par l’irrigation de l’oreille. Une seringue insérée à l’entrée du canal auditif externe est généralement préconisée pour cette procédure.
- Agents ramollissants : des liquides composés d’eau ou d’huile sont souvent utilisés pour aider à ramollir, fragmenter et dissoudre le cérumen accumulé dans l’oreille. Par exemple, il est recommandé d’utiliser quelques gouttes d’huile d’olive ou d’amande par jour afin de faciliter l’expulsion de la cire.

Réadaptation fonctionnelle intensive en implant cochléaire : La rééducation fonctionnelle intensive en implant cochléaire (RFI) consiste en un programme d'entraînement auditif encadré par une équipe multidisciplinaire comprenant notamment des audiologistes, des orthophonistes, des psychologues, des travailleurs sociaux et des éducateurs spécialisés. Les séances avec l'audiologiste ont lieu trois fois par semaine. La durée de la RFI varie de 2 à 10 semaines pour les adultes, en fonction des progrès auditifs réalisés et des objectifs fixés. Pour les enfants, le programme s'étend généralement sur une période de 12 semaines.